# Mick Sinclair
Mick Sinclair – australijski judoka.
Złoty medalista mistrzostw Oceanii w 1973 roku.